# Bidnal, Mundargi
Bidnal là một làng thuộc tehsil Mundargi, huyện Gadag, bang Karnataka, Ấn Độ.